# Hydrovatus vulpinus
Hydrovatus vulpinus är en skalbaggsart som beskrevs av Olof Biström 1997. Hydrovatus vulpinus ingår i släktet Hydrovatus och familjen dykare. Inga underarter finns listade i Catalogue of Life.